# 連字號戰爭
連字號戰爭或稱連接號戰爭（捷克語：Pomlčková válka）是對於捷克斯洛伐克的正式名稱中是否應當加入連字號這一問題的一種揶揄式的稱呼。1989年，捷克斯洛伐克的社會主義政權倒台之後，對於“捷克斯洛伐克”的國名應該怎樣稱呼的問題，在捷克和斯洛伐克之間爆發了一場政治爭議。這場爭議也是導致後來1993年捷克斯洛伐克聯邦解體的一個重要因素。

## 背景
自從1918年捷克斯洛伐克成立共和國以後，其國名中“捷克”和“斯洛伐克”之間的連接方式經過多次變動。1918年，捷克斯洛伐克第一共和國成立，但此時對於“捷克斯洛伐克”應如何表示並沒有明確的規定。因此既有寫成“捷克斯洛伐克共和國”的，也有寫成“捷克-斯洛伐克共和國”的。1920年頒布的憲法當中，正式規定國名應當採用沒有連字號的“捷克斯洛伐克共和國”。
1938年慕尼黑協定簽訂以後，捷克斯洛伐克第二共和國成立，採用的正式國名為有連字號的“捷克-斯洛伐克共和國”。該國旋即於次年被納粹德國吞併，除去蘇台德地區以外的捷克部分成立波希米亞和摩拉維亞保護國，而斯洛伐克部分則成立斯洛伐克共和國。1945年第二次世界大戰結束後，捷克和斯洛伐克再次合併，成立捷克斯洛伐克第三共和國，並採用無連字號的“捷克斯洛伐克共和國”為正式名稱。1948年共產黨完全掌權後，國名也未行更改。
1960年，共產黨當局將正式國名更改為“捷克斯洛伐克社會主義共和國”。“布拉格之春”以前由捷克斯洛伐克共產黨中央委員會所提出的“新型社會主義模式”行動綱領中，提到引入聯邦制以解決斯洛伐克要求擴大自治權的問題。在布拉格之春之後的1969年1月1日，捷克斯洛伐克聯邦議會通過了《關於捷克斯洛伐克聯邦的基本法》（捷克語：Ústavní zákon o československé federaci），正式採用聯邦制度，並將捷克和斯洛伐克分別升級為“捷克社會主義共和國”（捷克語：Česká socialistická republika）和“斯洛伐克社會主義共和國”，但並未變更國家名稱。
一般來說，捷克一方多用無連字號的“捷克斯洛伐克”，而斯洛伐克一方多用有連字號的“捷克-斯洛伐克”，這主要是由於兩地區的居民對“捷克斯洛伐克”這一國家的看法不同所致。捷克人多認為“捷克斯洛伐克”是一個不可分割的整體，而在人口和經濟方面均處於劣勢的斯洛伐克人則多認為“捷克斯洛伐克”是一由兩個主體國家組成的聯邦。特別是在天鵝絨革命以後，聯邦政府的許多權限被下放到兩共和國政府，造成兩共和國之間對此問題的分歧進一步加大。

## 經過與結果
“天鵝絨革命”結束後的1989年12月，捷克斯洛伐克共和國總統瓦茨拉夫·哈維爾宣布從國名中去掉“社會主義”一詞，將國名改為“捷克斯洛伐克共和國”。但議會中的斯洛伐克人議員認為這種表示方法忽視了斯洛伐克擁有與捷克對等地位的事實，於是向哈維爾提議採用“捷克-斯洛伐克共和國”。哈維爾採納了這一建議，並提交予國會。但此案卻遭到了捷克人議員的反對，因為他們認為這個名稱與1938年成立的第二共和國名稱完全一致，會在捷克遭到抵制。此後捷克與斯洛伐克分別改名為“捷克共和國”和“斯洛伐克共和國”，但聯邦的名稱卻遲遲未能決定。
作為妥協，捷克斯洛伐克議會在1990年3月29日通過決議：“捷克斯洛伐克”的正式名稱在捷克語中寫作無連字號的“捷克斯洛伐克聯邦共和國”（捷克語：Československá federativní republika），而在斯洛伐克語中寫作有連字號的“捷克-斯洛伐克聯邦共和國”。但可惜的是，這個方案並沒有令斯洛伐克方面滿意。首先，對連字號的解讀在兩國產生了分歧，斯洛伐克一方認為該標點符號是表示並列型合成詞的“連字號”，但捷克方面卻認為那是僅起註釋作用的“連接號”。其次，在使用連字號的斯洛伐克語方案中，“斯洛伐克”的首字母並未大寫。這些都造成斯洛伐克方面認為在新國家中他們仍然得不到與捷克方面平等的地位。
有鑒於此，1990年4月20日，捷克斯洛伐克議會通過了再次更改國名的決議：在正式國名中不使用連字號，而使用連詞“a”連接兩國名稱，將國名寫成“捷克及斯洛伐克聯邦共和國”（捷克語：Česká a Slovenská Federativní Republika），斯洛伐克語：）。而且本來在捷克語和斯洛伐克語中有國名除首字母外均不用大寫字母的習慣，但考慮到斯洛伐克方面關於首字母大寫的要求，因此該名稱除連詞“a”以外的各單字首字母均被大寫。
在之後的2年中，關於聯邦如何運營這一問題，兩國間的矛盾越來越多。最終於1993年1月1日，“捷克及斯洛伐克聯邦共和國”正式解體為捷克共和國和斯洛伐克共和國，史稱“天鵝絨分離”。此後關於國名問題雖無爭論，但在涉及歷史上的“捷克斯洛伐克”這一名稱時，在捷克語中仍使用“捷克斯洛伐克”（捷克語：Československo）。而在斯洛伐克語中，則由斯洛伐克科學院語言學研究所於1990年初規定，須寫作“捷克-斯洛伐克”。

## 其他
- 连字号
- 连接号